# Rolla (Troms)
Rolla (en Nordsamisk Rálli) est une île du comté de Troms, sur la côte de la mer de Norvège. L'île fait partie la municipalité de Ibestad avec l'île Andørja qui se trouve au nord.

## Description
L'île de 106 km2 se trouve entre le Vågsfjorden et le Astafjorden.
Rolla est reliée à l'île voisine d'Andørja par le tunnel sous-marin d'Ibestad situé à Hamnvik. Andørja est ensuite reliée au continent via le Mjøsund Bridge (en). Il existe une liaison par ferry entre Sørrollnes sur la côte ouest et la ville de Harstad.
Il y a deux églises principales sur l'île : Ibestad Church (en) à Hamnvik et Sørrollnes Chapel (en) à Sørrollnes.

## Galerie

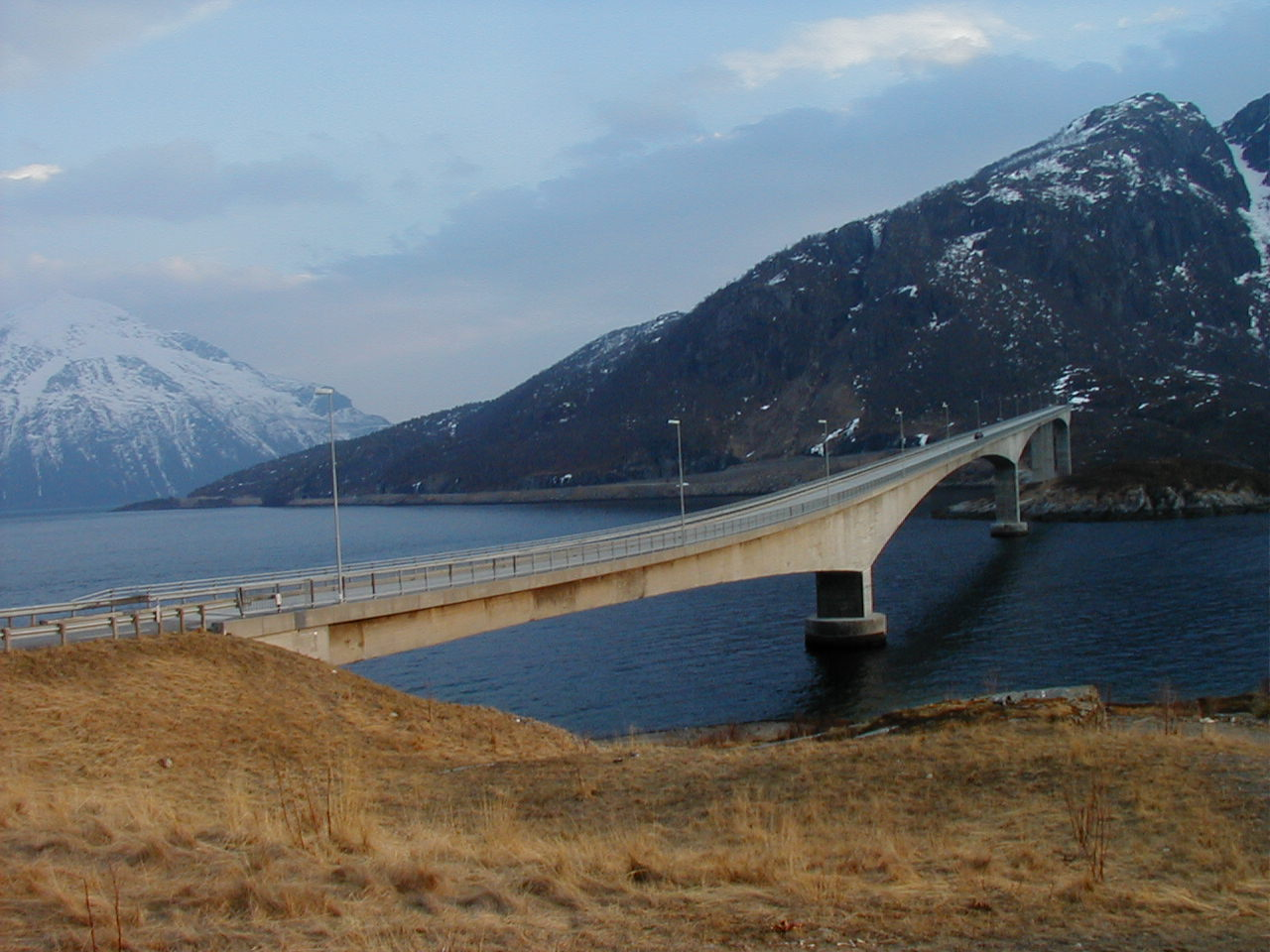
Pont de Mjøsund
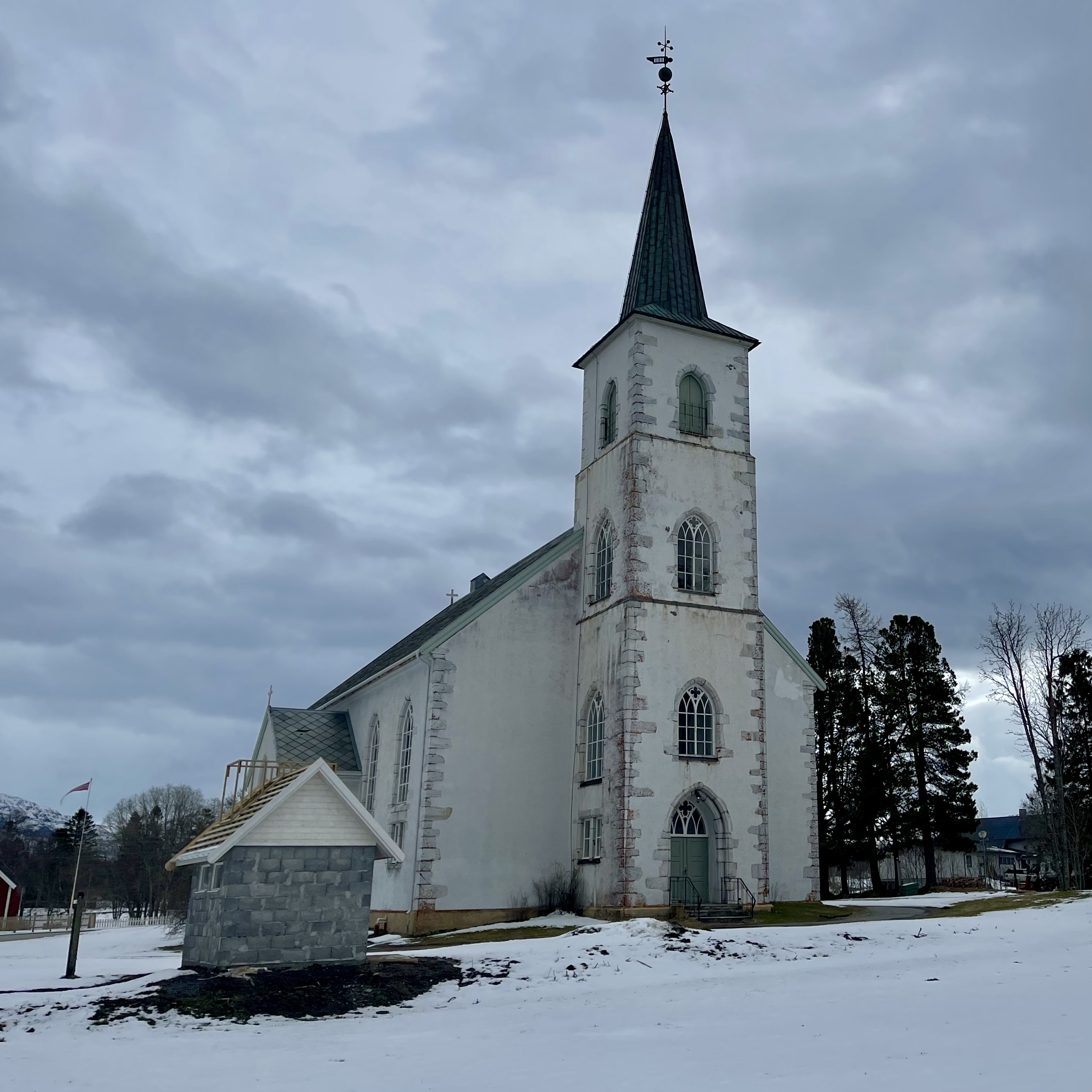
Eglise d'Ibestad